# Вашават, Пётр Михайлович
Пётр Михайлович Вашават (Важават) (настоящая фамилия — Енцов) (чув. Вашават Пётр Михайлович; 2 февраля 1932, д. Нижние Карабаши (ныне в составе д. Карабаши, Мариинско-Посадский район, Чувашии) — 14 апреля 1994, Чебоксары) — чувашский и советский поэт, прозаик, журналист, переводчик. Член Союза писателей России (1981), член Союза журналистов России (1968), член Союза чувашских писателей (1992).

## Биография
Трудился на строительстве железной дороги в Коми АССР. После окончания в 1976 году Чувашского госуниверситета, около 25 лет отдал журналистике. Работал переводчиком, литературным сотрудником, заведующим сельскохозяйственным отделом, ответственным секретарём, заместителем редактора Мариинско-Посадской районной газеты «Ленинское знамя» (ныне «Наше слово»), корреспондентом радиовещания редакции Цивильской районной газеты «Октябрь ҫулӗ» (Путь Октября, ныне «Цивильский вестник»). Был корреспондентом радио Комитета по радиовещанию и телевидению при Совете Министров Чувашской АССР, старшим научным сотрудником Мариинско-Посадского филиала Чувашского краеведческого музея.

## Творчество
Стал известен с начала 1950-х годов, когда его стихи стали регулярно печататься в республиканских газетах и журналах. Автор 13 книг: поэтических сборников, исторических очерков и произведений для детей. Автор сборника стихов «Сĕнтĕрвăрри çăлкуçĕ» («Источник счастья», 1979), «Чĕре çулăмĕ» (Пламя сердца), «Вăйăран вăкăр тухать» (Не шали с огнем), а также ряда книг, написанных в соавторстве: «Çăткăн çулăм» («Ненасытное пламя», 1987), «Есть на Волге завод» (1989) и др.

## Избранные произведения
- Савнӑ ялӑм (Село родное, стихи), 1990.
- Есть на Волге завод : 1929—1989 : исторический очерк, 1989.
- Живые голоса : стихи, 1990.
- Зеленеть дубравам, 1995.
- С землею на ты (очерки), 1996
- Чувашское золото и др.